# Platycerota inapertaria
Platycerota inapertaria là một loài bướm đêm trong họ Geometridae.